# Ekumeniska Rådet i Finland
Ekumeniska Rådet i Finland (på finska Suomen ekumeeninen neuvosto) är ett samarbetsorgan för de olika kyrkosamfunden i Finland. Rådet har elva ordinarie medlemmar, fem observatörskyrkor och 26 partnerorganisationer.
Ekumeniska Rådet grundades år 1917 som del av World Alliance-rörelsen. 

## Medlemmar
Ekumeniska Rådet i Finland har elva medlemskyrkor:
- Anglikanska kyrkan i Finland
- Evangelisk-lutherska kyrkan i Finland
- Finlands svenska baptistsamfund
- Finlands svenska metodistkyrka
- Frälsningsarmén
- International Evangelical Church in Finland (IEC)
- Katolska kyrkan i Finland
- Missionskyrkan i Finland
- Ortodoxa kyrkan i Finland
- Suomen Metodistikirkko
- Suomen Vapaakirkko (Evangelical Free Church of Finland, EFCF)

De fem observatörskyrkorna är Adventtikirkko, Baptistikirkko, Pingstkyrkan i Finland, Kveekarit och Finlands Svenska Pingstmission.